# Index demokracie (The Economist)

Index demokracie 2024

Index demokracie, sestavovaný britskou společností Economist Intelligence Unit (viz The Economist), vyhodnocuje míru demokracie 167 zemí na této planetě. Je vypracováván na základě 60 ukazatelů, seskupených do pěti různých kategorií: míra politické volby a pluralismu, občanská práva, funkčnost vlády, politická spoluúčast a politická kultura. Tento index byl poprvé vytvořen v roce 2006. Státy jsou řazeny do kategorií úplná demokracie, demokracie s nedostatky, hybridní režimy a autoritářské režimy.
Nejvyšší dosažitelné skóre je 10. Na nejlepších pozicích se opakovaně umisťují skandinávské státy. Česká republika se v hodnocení z roku 2010 umístila na šestnáctém místě se skórem 8,19 a kategorií „plná demokracie“. Dle hodnocení z roku 2016 patří Česko do druhé kategorie „demokracie s nedostatky“ se skóre 7,82. V roce 2019 obsadila ČR 32. pozici se skórem 7,69 a kategorií „demokracie s nedostatky“. V roce 2022 se ČR umístila na 25. místě společně s Řeckem se skórem 7,97 a kategorií „demokracie s nedostatky“, na prvním místě mimo nejvyšší kategorii „plná demokracie“.
Dalšími indexy měřícími demokracii jsou V-Dem indexy demokracie, Index demokracie-diktatury a Polity data series. Indexy měřící některé aspekty demokracie jsou index Freedom House, Index lidského rozvoje, Democracy ranking, Gallagherův index a efektivní počet stran.

## Hodnocení 2024
Následující tabulka zachycuje výsledky zprávy z roku 2024.
| Pořadí | Stát                           | Bodové hodnocení | Slovní popis            | Region                         | Státní zřízení                                                                                     |
| ------ | ------------------------------ | ---------------- | ----------------------- | ------------------------------ | -------------------------------------------------------------------------------------------------- |
| 1      | Norsko                         | 9.81             | plná demokracie         | Západní Evropa                 | konstituční monarchie a parlamentní demokracie, unikameralismus                                    |
| 2      | Nový Zéland                    | 9.61             | plná demokracie         | Asie / Austrálie               | konstituční monarchie a parlamentní demokracie, unikameralismus                                    |
| 3      | Švédsko                        | 9.39             | plná demokracie         | Západní Evropa                 | konstituční monarchie a parlamentní demokracie, unikameralismus                                    |
| 4      | Island                         | 9.38             | plná demokracie         | Západní Evropa                 | parlamentní republika a parlamentní demokracie, unikameralismus                                    |
| 5      | Švýcarsko                      | 9.32             | plná demokracie         | Západní Evropa                 | federalismus, direktoriální systém, bikameralismus                                                 |
| 6      | Finsko                         | 9.30             | plná demokracie         | Západní Evropa                 | parlamentní republika a parlamentní demokracie, unikameralismus                                    |
| 7      | Dánsko                         | 9.28             | plná demokracie         | Západní Evropa                 | konstituční monarchie a parlamentní demokracie, unikameralismus                                    |
| 8      | Irsko                          | 9.19             | plná demokracie         | Západní Evropa                 | parlamentní republika a parlamentní demokracie, bikameralismus                                     |
| 9      | Nizozemsko                     | 9.00             | plná demokracie         | Západní Evropa                 | konstituční monarchie, parlamentní demokracie, bikameralismus                                      |
| 10     | Lucembursko                    | 8.88             | plná demokracie         | Západní Evropa                 | konstituční monarchie a parlamentní demokracie, unikameralismus                                    |
| 11     | Austrálie                      | 8.85             | plná demokracie         | Asie / Austrálie               | federalismus, konstituční monarchie a parlamentní demokracie, bikameralismus                       |
| 12     | Tchaj-wan                      | 8.78             | plná demokracie         | Asie / Austrálie               | poloprezidentský systém                                                                            |
| 13     | Německo                        | 8.73             | plná demokracie         | Západní Evropa                 | federalismus, parlamentní republika a parlamentní demokracie, bikameralismus                       |
| 14     | Kanada                         | 8.69             | plná demokracie         | Severní Amerika                | federalismus, konstituční monarchie a parlamentní demokracie, bikameralismus, polopřímá demokracie |
| 15     | Uruguay                        | 8.67             | plná demokracie         | Latinská Amerika               | prezidentský systém, bikameralismus                                                                |
| 16     | Japonsko                       | 8.48             | plná demokracie         | Asie / Austrálie               | konstituční monarchie a parlamentní demokracie, bikameralismus                                     |
| 17     | Spojené království             | 8.34             | plná demokracie         | Západní Evropa                 | konstituční monarchie a parlamentní demokracie, bikameralismus                                     |
| 18     | Kostarika                      | 8.29             | plná demokracie         | Latinská Amerika               | prezidentský systém                                                                                |
| 19     | Rakousko                       | 8.28             | plná demokracie         | Západní Evropa                 | federalismus, parlamentní republika a parlamentní demokracie, bikameralismus                       |
| 20     | Mauricius                      | 8.23             | plná demokracie         | Subsaharská Afrika             | parlamentní republika a parlamentní demokracie                                                     |
| 21     | Estonsko                       | 8.13             | plná demokracie         | Východní Evropa                | parlamentní republika, unikameralismus                                                             |
| 21     | Španělsko                      | 8.13             | plná demokracie         | Západní Evropa                 | konstituční monarchie a parlamentní demokracie, bikameralismus                                     |
| 23     | Česko                          | 8.08             | plná demokracie         | Střední Evropa                 | parlamentní republika a parlamentní demokracie, bikameralismus                                     |
| 23     | Portugalsko                    | 8.08             | plná demokracie         | Západní Evropa                 | parlamentní republika a parlamentní demokracie                                                     |
| 25     | Řecko                          | 8.07             | plná demokracie         | Západní Evropa                 | parlamentní republika a parlamentní demokracie                                                     |
| 26     | Francie                        | 7.99             | demokracie s nedostatky | Západní Evropa                 | poloprezidentský systém, bikameralismus                                                            |
| 27     | Malta                          | 7.93             | demokracie s nedostatky | Západní Evropa                 | parlamentní republika a parlamentní demokracie, unikameralismus                                    |
| 28     | Spojené státy americké         | 7.85             | demokracie s nedostatky | Severní Amerika                | federalismus, konstituční republika, prezidentský systém, bikameralismus                           |
| 29     | Chile                          | 7.83             | demokracie s nedostatky | Latinská Amerika               | prezidentský systém, bikameralismus                                                                |
| 30     | Slovinsko                      | 7.82             | demokracie s nedostatky | Východní Evropa                | konstituční demokracie, neúplný bikameralismus                                                     |
| 31     | Izrael                         | 7.80             | demokracie s nedostatky | Blízký východ / severní Afrika | parlamentní demokracie, unikameralismus                                                            |
| 32     | Jižní Korea                    | 7.75             | demokracie s nedostatky | Asie / Austrálie               | prezidentský systém, unikameralismus                                                               |
| 33     | Lotyšsko                       | 7.66             | demokracie s nedostatky | Východní Evropa                | parlamentní republika, unikameralismus                                                             |
| 34     | Belgie                         | 7.64             | demokracie s nedostatky | Západní Evropa                 | federalismus, konstituční monarchie a parlamentní demokracie, bikameralismus                       |
| 35     | Botswana                       | 7.63             | demokracie s nedostatky | Subsaharská Afrika             | parlamentní republika, unikameralismus                                                             |
| 36     | Litva                          | 7.59             | demokracie s nedostatky | Východní Evropa                | poloprezidentská republika, unikameralismus                                                        |
| 37     | Kapverdy                       | 7.58             | demokracie s nedostatky | Subsaharská Afrika             | unitární parlamentní republika                                                                     |
| 37     | Itálie                         | 7.58             | demokracie s nedostatky | Západní Evropa                 | bikameralismus, parlamentní republika a parlamentní demokracie                                     |
| 39     | Polsko                         | 7.40             | demokracie s nedostatky | Východní Evropa                | parlamentní republika, bikameralismus                                                              |
| 40     | Kypr                           | 7.38             | demokracie s nedostatky | Západní Evropa                 | prezidentská republika, unikameralismus                                                            |
| 41     | Indie                          | 7.29             | demokracie s nedostatky | Asie / Austrálie               | federalismus, konstituční republika, parlamentní demokracie, bikameralismus                        |
| 42     | Slovensko                      | 7.21             | demokracie s nedostatky | Střední Evropa                 | parlamentní republika, unikameralismus                                                             |
| 43     | Jižní Afrika                   | 7.16             | demokracie s nedostatky | Subsaharská Afrika             | konstituční demokracie, bikameralismus                                                             |
| 44     | Malajsie                       | 7.11             | demokracie s nedostatky | Asie / Austrálie               | konstituční monarchie a parlamentní demokracie                                                     |
| 45     | Trinidad a Tobago              | 7.09             | demokracie s nedostatky | Latinská Amerika               | parlamentní republika                                                                              |
| 46     | Východní Timor                 | 7.03             | demokracie s nedostatky | Asie / Austrálie               | parlamentní republika                                                                              |
| 47     | Panama                         | 6.84             | demokracie s nedostatky | Latinská Amerika               | konstituční demokracie                                                                             |
| 48     | Surinam                        | 6.79             | demokracie s nedostatky | Latinská Amerika               | konstituční demokracie                                                                             |
| 49     | Jamajka                        | 6.74             | demokracie s nedostatky | Latinská Amerika               | konstituční monarchie a parlamentní demokracie, unikameralismus                                    |
| 50     | Černá Hora                     | 6.73             | demokracie s nedostatky | Východní Evropa                | parlamentní republika                                                                              |
| 51     | Filipíny                       | 6.63             | demokracie s nedostatky | Asie / Austrálie               | prezidentský systém, konstituční republika, bikameralismus                                         |
| 52     | Dominikánská republika         | 6.62             | demokracie s nedostatky | Latinská Amerika               | demokratická republika, zastupitelská demokracie                                                   |
| 53     | Mongolsko                      | 6.53             | demokracie s nedostatky | Asie / Austrálie               | poloprezidentský systém, republika                                                                 |
| 54     | Argentina                      | 6.51             | demokracie s nedostatky | Latinská Amerika               | federalismus, prezidentský systém, bikameralismus                                                  |
| 54     | Maďarsko                       | 6.51             | demokracie s nedostatky | Východní Evropa                | parlamentní republika, unikameralismus                                                             |
| 56     | Chorvatsko                     | 6.50             | demokracie s nedostatky | Východní Evropa                | parlamentní republika, unikameralismus                                                             |
| 57     | Brazílie                       | 6.49             | demokracie s nedostatky | Latinská Amerika               | federalismus, prezidentský systém, bikameralismus                                                  |
| 58     | Namibie                        | 6.48             | demokracie s nedostatky | Subsaharská Afrika             | republika                                                                                          |
| 59     | Indonésie                      | 6.44             | demokracie s nedostatky | Asie / Austrálie               | prezidentský systém, republika                                                                     |
| 60     | Kolumbie                       | 6.35             | demokracie s nedostatky | Latinská Amerika               | prezidentský systém, republika                                                                     |
| 61     | Bulharsko                      | 6.34             | demokracie s nedostatky | Východní Evropa                | parlamentní demokracie                                                                             |
| 62     | Severní Makedonie              | 6.28             | demokracie s nedostatky | Východní Evropa                | parlamentní republika                                                                              |
| 63     | Thajsko                        | 6.27             | demokracie s nedostatky | Asie / Austrálie               | konstituční monarchie, parlamentní demokracie, bikameralismus                                      |
| 64     | Srbsko                         | 6.26             | demokracie s nedostatky | Východní Evropa                | parlamentní republika                                                                              |
| 65     | Ghana                          | 6.24             | demokracie s nedostatky | Subsaharská Afrika             | prezidentský systém, konstituční republika                                                         |
| 66     | Albánie                        | 6.20             | demokracie s nedostatky | Východní Evropa                | parlamentní republika                                                                              |
| 67     | Srí Lanka                      | 6.19             | demokracie s nedostatky | Asie / Austrálie               | poloprezidentský systém, demokratická socialistická republika                                      |
| 68     | Singapur                       | 6.18             | demokracie s nedostatky | Asie / Austrálie               | parlamentní republika                                                                              |
| 69     | Guyana                         | 6.11             | demokracie s nedostatky | Latinská Amerika               | poloprezidentský systém, republika                                                                 |
| 70     | Lesotho                        | 6.06             | demokracie s nedostatky | Subsaharská Afrika             | konstituční monarchie, parlamentní systém                                                          |
| 71     | Moldavsko                      | 6.04             | demokracie s nedostatky | Východní Evropa                | parlamentní republika                                                                              |
| 72     | Rumunsko                       | 5.99             | hybridní režim          | Východní Evropa                | poloprezidentský systém, bikameralismus                                                            |
| 73     | Papua Nová Guinea              | 5.97             | hybridní režim          | Asie / Austrálie               | federalismus, konstituční monarchie, parlamentní demokracie                                        |
| 74     | Senegal                        | 5.93             | hybridní režim          | Subsaharská Afrika             | poloprezidentský systém                                                                            |
| 75     | Paraguay                       | 5.92             | hybridní režim          | Latinská Amerika               | konstituční republika, prezidentský systém                                                         |
| 76     | Malawi                         | 5.85             | hybridní režim          | Subsaharská Afrika             | republika                                                                                          |
| 77     | Zambie                         | 5.73             | hybridní režim          | Subsaharská Afrika             | republika                                                                                          |
| 78     | Peru                           | 5.69             | hybridní režim          | Latinská Amerika               | prezidentský systém, republika, unikameralismus                                                    |
| 79     | Bhútán                         | 5.65             | hybridní režim          | Asie / Austrálie               | konstituční monarchie, parlamentní demokracie                                                      |
| 80     | Libérie                        | 5.57             | hybridní režim          | Subsaharská Afrika             | prezidentská republika                                                                             |
| 81     | Fidži                          | 5.39             | hybridní režim          | Asie / Austrálie               | vojenská junta                                                                                     |
| 82     | Arménie                        | 5.35             | hybridní režim          | Východní Evropa                | prezidentská republika                                                                             |
| 83     | Madagaskar                     | 5.33             | hybridní režim          | Subsaharská Afrika             | prezidentský systém                                                                                |
| 84     | Mexiko                         | 5.32             | hybridní režim          | Latinská Amerika               | federalismus, prezidentský systém, republika                                                       |
| 85     | Ekvádor                        | 5.24             | hybridní režim          | Latinská Amerika               | prezidentský systém                                                                                |
| 86     | Tanzanie                       | 5.20             | hybridní režim          | Subsaharská Afrika             | republika                                                                                          |
| 87     | Hongkong                       | 5.09             | hybridní režim          | Asie / Austrálie               | kvazi-prezidentská autonomní oblast s omezeným volebním právem, unikameralismus                    |
| 88     | Bosna a Hercegovina            | 5.06             | hybridní režim          | Východní Evropa                | parlamentní republika                                                                              |
| 89     | Keňa                           | 5.05             | hybridní režim          | Subsaharská Afrika             | prezidentský systém                                                                                |
| 90     | Honduras                       | 4.98             | hybridní režim          | Latinská Amerika               | konstituční republika                                                                              |
| 91     | Maroko                         | 4.97             | hybridní režim          | Blízký východ / severní Afrika | konstituční monarchie                                                                              |
| 92     | Ukrajina                       | 4.90             | hybridní režim          | Východní Evropa                | poloprezidentský systém, republika                                                                 |
| 93     | Tunisko                        | 4.71             | hybridní režim          | Blízký východ / severní Afrika | republika                                                                                          |
| 94     | Gruzie                         | 4.70             | hybridní režim          | Východní Evropa                | poloprezidentský systém, republika                                                                 |
| 95     | Salvador                       | 4.61             | hybridní režim          | Latinská Amerika               | prezidentský systém, republika                                                                     |
| 96     | Nepál                          | 4.60             | hybridní režim          | Asie / Austrálie               | parlamentní republika                                                                              |
| 97     | Guatemala                      | 4.55             | hybridní režim          | Latinská Amerika               | prezidentská republika                                                                             |
| 98     | Uganda                         | 4.49             | hybridní režim          | Subsaharská Afrika             | prezidentský systém, republika                                                                     |
| 99     | Gambie                         | 4.47             | hybridní režim          | Subsaharská Afrika             | republika                                                                                          |
| 100    | Bangladéš                      | 4.44             | hybridní režim          | Asie / Austrálie               | parlamentní republika, unitární stát                                                               |
| 100    | Benin                          | 4.44             | hybridní režim          | Subsaharská Afrika             | republika                                                                                          |
| 102    | Sierra Leone                   | 4.32             | hybridní režim          | Subsaharská Afrika             | konstituční republika                                                                              |
| 103    | Bolívie                        | 4.26             | hybridní režim          | Latinská Amerika               | prezidentská republika, unitární stát                                                              |
| 103    | Turecko                        | 4.26             | hybridní režim          | Západní Evropa                 | parlamentní republika                                                                              |
| 105    | Pobřeží slonoviny              | 4.22             | hybridní režim          | Subsaharská Afrika             | poloprezidentský systém, republika                                                                 |
| 106    | Nigérie                        | 4.16             | hybridní režim          | Subsaharská Afrika             | federalismus, prezidentský systém                                                                  |
| 107    | Angola                         | 4.05             | hybridní režim          | Subsaharská Afrika             | prezidentský systém                                                                                |
| 108    | Mauritánie                     | 3.96             | autoritářský režim      | Subsaharská Afrika             | islámská republika                                                                                 |
| 109    | Libanon                        | 3.56             | autoritářský režim      | Blízký východ / severní Afrika | konfesionální parlamentní republika                                                                |
| 110    | Alžírsko                       | 3.55             | autoritářský režim      | Blízký východ / severní Afrika | poloprezidentský systém, republika                                                                 |
| 111    | Kyrgyzstán                     | 3.52             | autoritářský režim      | Asie / Austrálie               | parlamentní republika                                                                              |
| 112    | Palestina                      | 3.44             | autoritářský režim      | Blízký východ / severní Afrika | poloprezidentský systém, parlamentní demokracie                                                    |
| 113    | Mosambik                       | 3.38             | autoritářský režim      | Subsaharská Afrika             | prezidentský systém                                                                                |
| 114    | Rwanda                         | 3.34             | autoritářský režim      | Subsaharská Afrika             | republika                                                                                          |
| 115    | Jordánsko                      | 3.28             | autoritářský režim      | Blízký východ / severní Afrika | konstituční monarchie                                                                              |
| 116    | Etiopie                        | 3.24             | autoritářský režim      | Subsaharská Afrika             | federalismus, parlamentní republika                                                                |
| 117    | Katar                          | 3.17             | autoritářský režim      | Blízký východ / severní Afrika | konstituční monarchie                                                                              |
| 118    | Kazachstán                     | 3.08             | autoritářský režim      | Asie                           | prezidentský systém                                                                                |
| 119    | Spojené arabské emiráty        | 3.07             | autoritářský režim      | Blízký východ / severní Afrika | federalismus, konstituční monarchie                                                                |
| 120    | Omán                           | 3.05             | autoritářský režim      | Blízký východ / severní Afrika | islámská absolutní monarchie                                                                       |
| 121    | Togo                           | 2.99             | autoritářský režim      | Subsaharská Afrika             | republika                                                                                          |
| 122    | Zimbabwe                       | 2.98             | autoritářský režim      | Subsaharská Afrika             | poloprezidentská, parlamentní, konsocionální republika                                             |
| 123    | Kambodža                       | 2.94             | autoritářský režim      | Asie / Austrálie               | konstituční monarchie, parlamentní demokracie                                                      |
| 124    | Komory                         | 2.84             | autoritářský režim      | Subsaharská Afrika             | federativní republika                                                                              |
| 124    | Pákistán                       | 2.84             | autoritářský režim      | Asie / Austrálie               | islámská republika, federalismus, parlamentní republika                                            |
| 126    | Ázerbájdžán                    | 2.80             | autoritářský režim      | Východní Evropa                | prezidentský systém                                                                                |
| 126    | Irák                           | 2.80             | autoritářský režim      | Blízký východ / severní Afrika | parlamentní republika                                                                              |
| 128    | Konžská republika              | 2.79             | autoritářský režim      | Subsaharská Afrika             | republika                                                                                          |
| 128    | Egypt                          | 2.79             | autoritářský režim      | Blízký východ / severní Afrika | poloprezidentský systém, republika                                                                 |
| 130    | Kuvajt                         | 2.78             | autoritářský režim      | Blízký východ / severní Afrika | konstituční monarchie                                                                              |
| 131    | Haiti                          | 2.74             | autoritářský režim      | Latinská Amerika               | poloprezidentský systém, republika                                                                 |
| 132    | Džibutsko                      | 2.70             | autoritářský režim      | Subsaharská Afrika             | poloprezidentská republika                                                                         |
| 133    | Vietnam                        | 2.62             | autoritářský režim      | Asie / Austrálie               | socialistická republika, komunistický stát, vláda jedné strany                                     |
| 134    | Svazijsko                      | 2.60             | autoritářský režim      | Subsaharská Afrika             | absolutní monarchie                                                                                |
| 135    | Kuba                           | 2.58             | autoritářský režim      | Latinská Amerika               | socialistická republika, komunistický stát, vláda jedné strany                                     |
| 136    | Kamerun                        | 2.56             | autoritářský režim      | Subsaharská Afrika             | republika                                                                                          |
| 137    | Burkina Faso                   | 2.55             | autoritářský režim      | Subsaharská Afrika             | poloprezidentský systém, republika                                                                 |
| 138    | Bahrajn                        | 2.45             | autoritářský režim      | Blízký východ / severní Afrika | absolutní monarchie                                                                                |
| 139    | Mali                           | 2.40             | autoritářský režim      | Subsaharská Afrika             | poloprezidentský systém                                                                            |
| 140    | Libye                          | 2.31             | autoritářský režim      | Blízký východ / severní Afrika | do roku 2011 džamáhíríje ("vláda lidu")                                                            |
| 141    | Niger                          | 2.26             | autoritářský režim      | Subsaharská Afrika             | vojenská junta                                                                                     |
| 142    | Venezuela                      | 2.25             | autoritářský režim      | Latinská Amerika               | federalismus, prezidentský systém                                                                  |
| 143    | Gabon                          | 2.18             | autoritářský režim      | Subsaharská Afrika             | republika                                                                                          |
| 144    | Burundi                        | 2.13             | autoritářský režim      | Subsaharská Afrika             | republika                                                                                          |
| 145    | Čína                           | 2.11             | autoritářský režim      | Asie / Austrálie               | lidově demokratická diktatura, komunistický stát, vláda jedné strany                               |
| 146    | Uzbekistán                     | 2.10             | autoritářský režim      | Asie                           | prezidentská republika                                                                             |
| 147    | Nikaragua                      | 2.09             | autoritářský režim      | Latinská Amerika               | prezidentská republika                                                                             |
| 148    | Saúdská Arábie                 | 2.08             | autoritářský režim      | Blízký východ / severní Afrika | islámská absolutní monarchie                                                                       |
| 149    | Guinea                         | 2.04             | autoritářský režim      | Subsaharská Afrika             | vojenská junta                                                                                     |
| 150    | Guinea-Bissau                  | 2.03             | autoritářský režim      | Subsaharská Afrika             | poloprezidentský systém, republika                                                                 |
| 150    | Rusko                          | 2.03             | autoritářský režim      | Východní Evropa / Asie         | federalismus, poloprezidentský systém, bikameralismus                                              |
| 152    | Bělorusko                      | 1.99             | autoritářský režim      | Východní Evropa                | prezidentský systém                                                                                |
| 153    | Eritrea                        | 1.97             | autoritářský režim      | Subsaharská Afrika             | poloprezidentská republika                                                                         |
| 154    | Írán                           | 1.96             | autoritářský režim      | Blízký východ / severní Afrika | islámská republika                                                                                 |
| 155    | Jemen                          | 1.95             | autoritářský režim      | Blízký východ / severní Afrika | republika                                                                                          |
| 156    | Konžská demokratická republika | 1.92             | autoritářský režim      | Subsaharská Afrika             | poloprezidentská republika                                                                         |
| 156    | Rovníková Guinea               | 1.92             | autoritářský režim      | Subsaharská Afrika             | prezidentská republika                                                                             |
| 158    | Čad                            | 1.89             | autoritářský režim      | Subsaharská Afrika             | republika                                                                                          |
| 159    | Tádžikistán                    | 1.83             | autoritářský režim      | Asie                           | prezidentský systém                                                                                |
| 160    | Laos                           | 1.71             | autoritářský režim      | Asie / Austrálie               | socialistická republika, komunistický stát, vláda jedné strany                                     |
| 161    | Turkmenistán                   | 1.66             | autoritářský režim      | Asie                           | prezidentská republika, vláda jedné strany                                                         |
| 162    | Súdán                          | 1.46             | autoritářský režim      | Blízký východ / severní Afrika | federalismus, prezidentský systém, republika                                                       |
| 163    | Sýrie                          | 1.32             | autoritářský režim      | Blízký východ / severní Afrika | prezidentský systém, republika, vláda jedné strany                                                 |
| 164    | Středoafrická republika        | 1.18             | autoritářský režim      | Subsaharská Afrika             | republika                                                                                          |
| 165    | Severní Korea                  | 1.08             | autoritářský režim      | Asie / Austrálie               | socialistická republika, komunistický stát, čučche režim, policejní stát, vláda jedné strany       |
| 166    | Myanmar (Barma)                | 0.96             | autoritářský režim      | Asie / Austrálie               | parlamentní republika pod vládou vojenské junty                                                    |
| 167    | Afghánistán                    | 0.25             | autoritářský režim      | Asie / Austrálie               | islámská republika                                                                                 |